# رونالد غونزاليس
رونالد غونزاليس (بالإسبانية: Rónald González)‏ هو دراج فنزويلي، ولد في 6 مارس 1981 في سان كريستوبال في فنزويلا.

## وصلات خارجية
- رونالد غونزاليس على موقع أرشيف الدراجات (الإنجليزية)
- رونالد غونزاليس على موقع نسبة الدراجات (الإنجليزية)